# Lepta
Lepta (starogrčki:. λεπτόν, mn. λεπτά) je naziv za manji dio raznih valuta koje su se koristile na grčkom govornom području od antike do danas. Riječ "lepta" znači "mali" ili "tanki", a na istočnom Mediteranu, u antičko vrijeme, lepta je uvijek bila kovanica male vrijednosti, obično najmanji dostupni apoen.
U modernoj Grčkoj, lepta (moderni grčki: λεπτό) je naziv stotog dijela svih službenih valuta grčke države: feniksa (1827. – 1832.), drahme (1832. – 2001.), i eura (od 2002. lepta je grčki oblik riječi "eurocent"). Neslužbena oznaka za leptu je znak Λ (lambda).